# Andreas von Riaucour

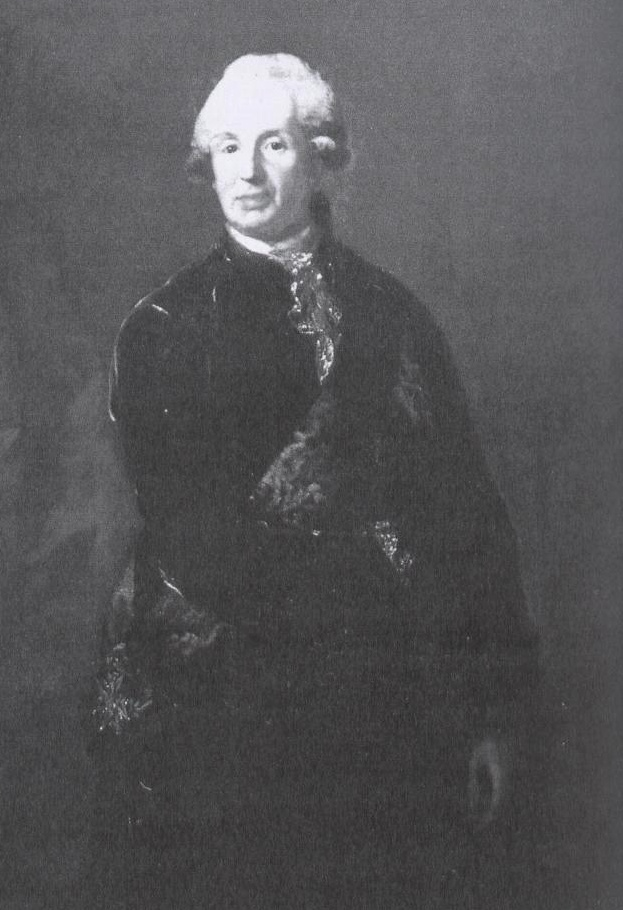
Graf Andreas von Riaucour

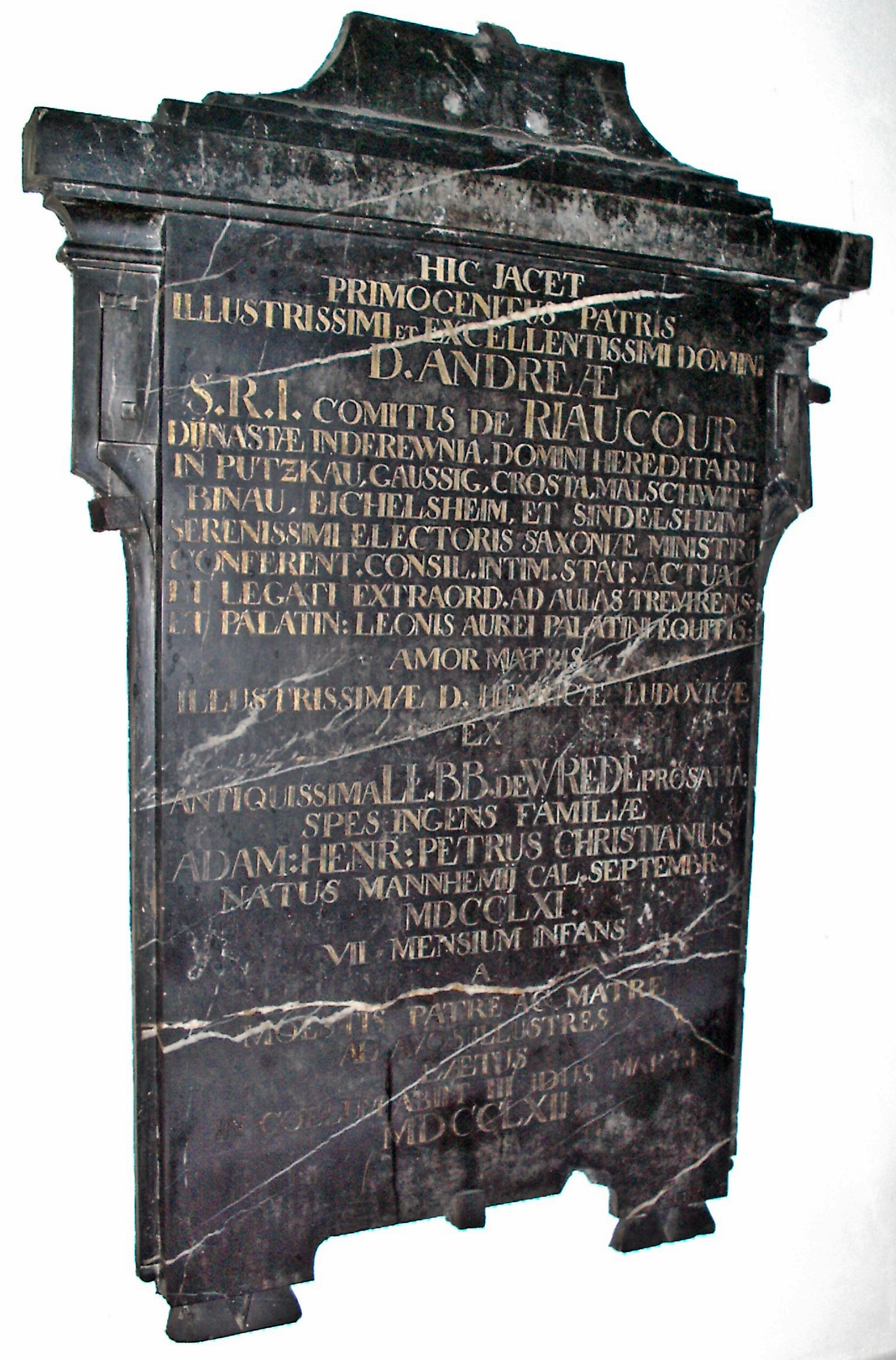
Epitaph des Sohnes Adam Heinrich Peter in der Mannheimer St.-Sebastian-Kirche

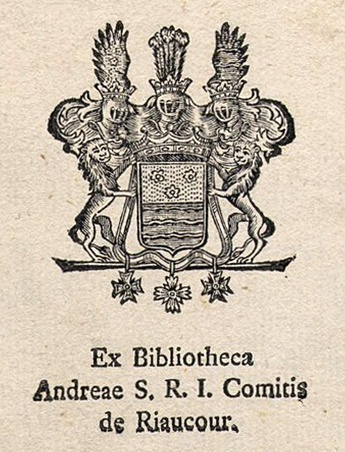
Exlibris Graf Andreas von Riaucour

Andreas von Riaucour (* 10. Januar 1722 in Warschau; † 28. Oktober 1794 in München) war ein Reichsgraf und Diplomat im Dienste des Kurfürsten von Sachsen.

## Leben und Wirken

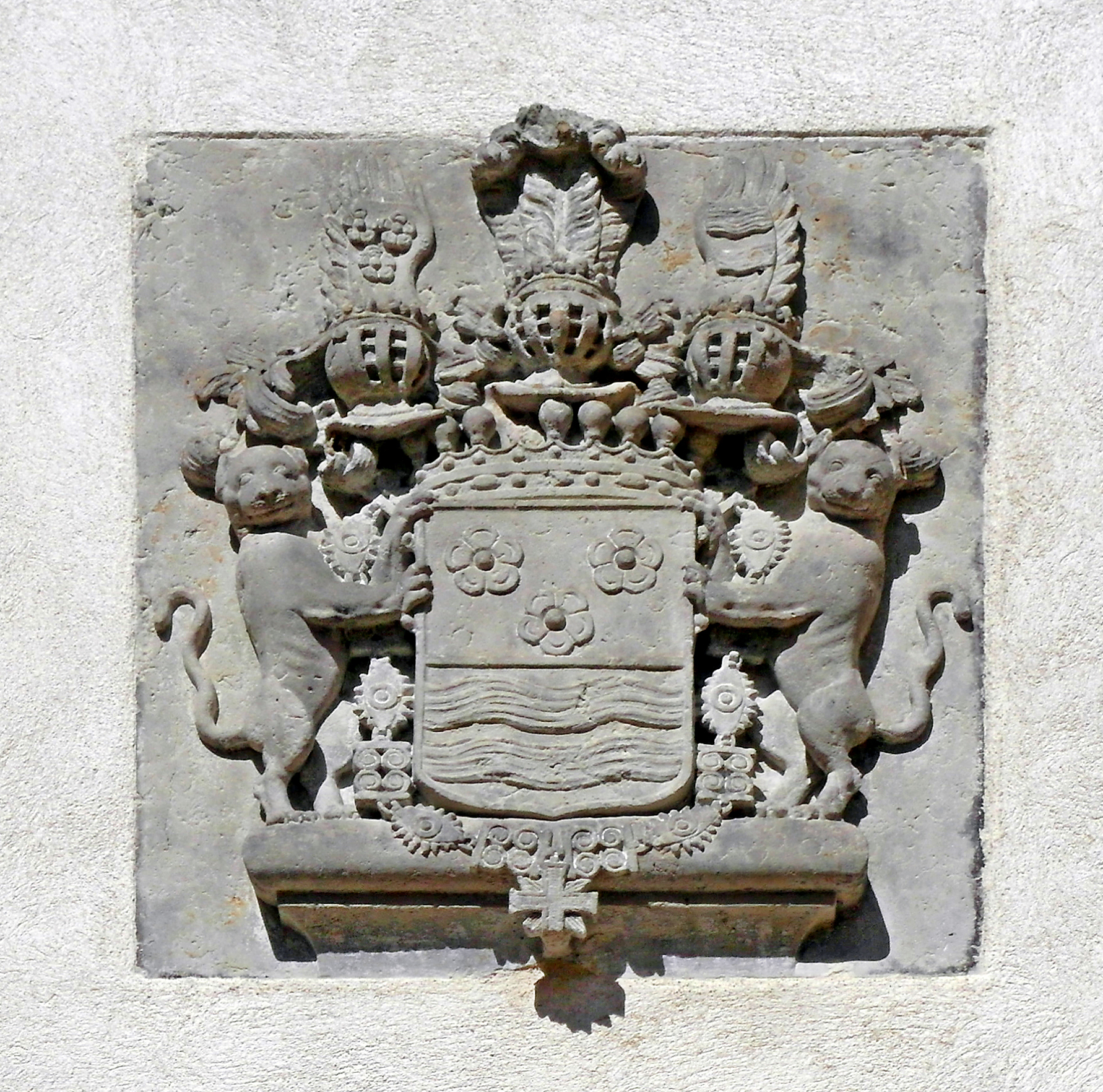
Wappen der Grafen von Riaucour am Schloss Crostau

Er wurde 1722 als einziger Sohn des Warschauer Bankiers und kursächsischen Kammerrates Peter Riaucour (1693–1775) sowie dessen Gemahlin Franziska Witthoff geboren. Die bürgerliche Familie stieg erst 1741 in den erblichen Adelsstand auf. Der Großvater väterlicherseits stammte aus Lothringen und wanderte nach Polen aus.
Andreas von Riaucourt erhielt seine Erziehung im Jesuitenkolleg zu Lyon, studierte Jura, erwarb 1743 an der Universität Paris das Lizenziat der Rechtswissenschaften und ergriff daraufhin die Diplomatenlaufbahn. 1748 wurde er Geschäftsträger des Kurfürsten von Sachsen am Kurpfälzischen Hof in Mannheim, 1750 Minister und 1752 Geheimer Rat und außerordentlicher Gesandter bei der Kurpfalz. Er avancierte zu einem der angesehensten und einflussreichsten bei Kurfürst Karl Theodor akkreditierten Diplomaten. Zusätzlich war er sächsischer Gesandter für Kurköln (1756–1762) und Kurtrier (1762), wo er aber vermutlich nur selten war.
Am 1. Oktober 1754 erfolgte die Erhebung in den Reichsgrafenstand anlässlich seiner Vermählung mit Henriette Luise von Wrede († 1793), Tochter des kurpfälzischen Ministers Ernst von Wrede. Dieser Ehe entstammten neben drei Töchtern nur ein als Kind verstorbener Sohn namens Adam Heinrich Peter (1761–1762). Sein Marmorepitaph hat sich in der Mannheimer St.-Sebastian-Kirche erhalten. Er wird darauf als „die große Hoffnung der Familie“ bezeichnet. Die Eltern, in umfänglicher Titulatur, erscheinen auf dem Gedenkstein als trauernde Stifter.
Bereits 1751 hatte der Diplomat Schloss Putzkau in Sachsen gekauft. Am Kurpfälzer Hof residierte er u. a. im Gesandtenhaus zu Schwetzingen, 1772 erwarb er in Mannheim das im Zweiten Weltkrieg zerstörte Palais N 2, 4 (Palais Riaucour – später Palais Waldkirch), in dem er seine berühmte Gemäldesammlung aufbewahrte. Diese beinhaltete u. a. Werke von Cranach, Hans Holbein der Jüngere, Rubens, Anthonis van Dyck, Rembrandt van Rijn, Tischbein. Als Landsitz erwarb er Schloss Binau.
30 Jahre lang verweilte Andreas von Riaucour auf seinem Mannheimer Posten und übersiedelte 1778 mit der Regierung nach München. Seine nach Dresden geschickten Gesandtschaftsberichte, eine wichtige Quelle zur Geschichte der Kurpfalz unter Karl Theodor, wurden 1912 auszugsweise veröffentlicht. Er nahm als Vertreter Kursachsens 1790 an der Wahl und Krönung Kaiser Leopold II. in Frankfurt teil.
In seiner Herrschaft Gaußig errichtete der Adelige testamentarisch eine Armenstiftung. Andreas von Riaucour war Ritter des polnischen Ordens vom Weißen Adler, des ebenfalls polnischen Sankt-Stanislaus-Ordens und des kurpfälzischen Ordens vom Pfälzer Löwen, der auf nur 25 Inhaber beschränkt war.
Das Wappen der Grafen von Riaucour zeigt im zweigeteilten Schild oben drei Rosen auf goldenem Grund und unten zwei silberne Querströme auf blauem Grund.
Das Grafengeschlecht Riaucour erlosch 1794 mit seinem Tod. Die Grabplatten von Andreas von Riaucour und seiner Frau befinden sich in der Münchner Frauenkirche, ihre Gebeine ruhen in der dortigen Domkapitelsgruft.

## Literatur

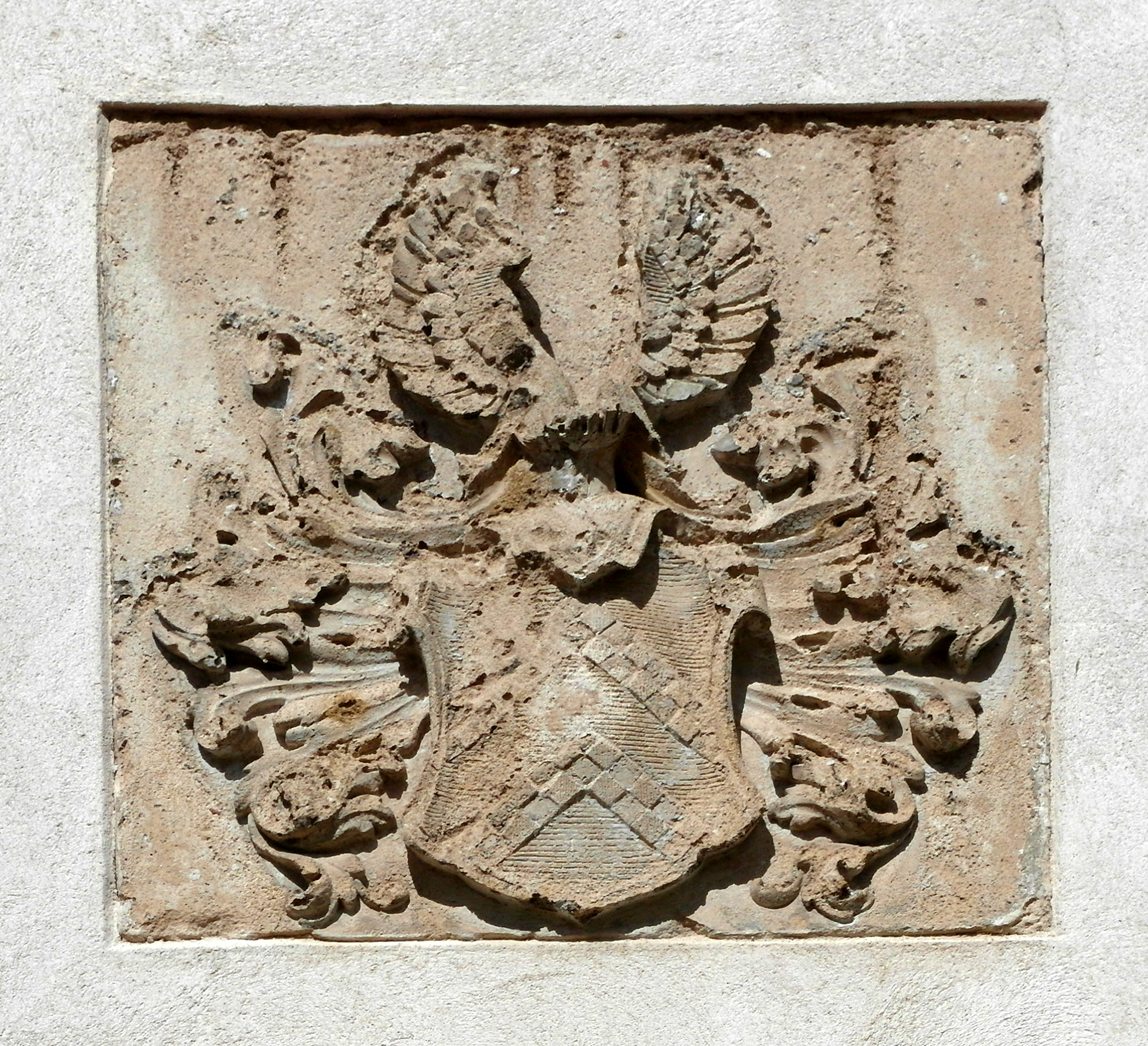
Wappen der Grafen Schall zu Bell am Schloss Crostau

## Nachkommen
Die ältere Tochter Henriette war mit dem Freiherrn Carl Theodor von Schall zu Bell verheiratet, der durch eine testamentarische Verordnung des Grafen Riaucour fortan den Namen „Graf von Schall-Riaucour“ führte. Henriette erbte von ihrem Vater neben der Gemäldesammlung den in Sachsen und in der Oberlausitz gelegenen Besitz. Dies waren u. a. die Orte Gaußig mit dem gleichnamigen Schloss, Crostau, Putzkau, Diehmen, Golenz, Medewitz, Drauschkowitz, Guttau, Malschwitz, Brösang, welche ihr Vater im Jahr 1765 zu einem Fideikommiss zusammengefügt hatte. Überdies erhielt sie auch Burg Dauchstein im Odenwald, die der Vater bereits 1767 gekauft hatte.
Die jüngere Tochter Marianne, verehelicht mit Graf Clemens August von Waldkirch, erhielt den süddeutschen Besitz, u. a. das Palais Riaucour und die Orte Binau, Kleineicholzheim (heute ein Ortsteil von Schefflenz), Sindolsheim (heute ein Ortsteil von Rosenberg) sowie die Hälfte des Dorfes Hillesheim.